# Christisonia hookeri
Christisonia hookeri är en snyltrotsväxtart som beskrevs av Charles Baron Clarke. Christisonia hookeri ingår i släktet Christisonia och familjen snyltrotsväxter. Inga underarter finns listade i Catalogue of Life.